# Nicky Wire
Nicholas Allen Jones (sinh ngày 20 tháng 1 năm 1969) là nhạc công và nhạc sĩ sáng tác bài hát người Wales, nổi bật với vai trò soạn lời bài hát, chơi guitar bass và hát bè cho với ban nhạc alternative rock người Manic Street Preachers. Trước khi vào ban nhạc, Wire đã theo học ngành chính trị tại đại học; điều này sẽ ảnh hưởng tới công việc soạn lời bài hát của anh sau này. Anh là đồng tác giả ca từ của nhóm (bên cạnh Richey Edwards) từ năm 1989 đến 1995, và đã trở thành người soạn lời bài hát chính của The Manics từ năm 1995 cho đến nay. Bên cạnh công việc với Manic Street Preachers, Wire từng phát hành album phòng thu độc diễn có tựa I Killed the Zeitgeist vào năm 2006.

## Tiểu sử

### Những năm đầu đời
Có tên khai sinh là Nicholas Allen Jones và sinh ra tại Llanbadoc, Monmouthshire, Wales, Wire là em trai của nhà thơ kiêm văn sĩ Patrick Jones. Anh theo học trường phổ thông hỗn hợp Oakdale với James Dean Bradfield, Sean Moore và Richey Edwards. Wire còn chơi giải bóng đá học đường và năm 14 tuổi anh đã là thủ quân của đội tuyển bóng đá học đường quốc gia Wales. Dù từng được mời thử việc tại hai câu lạc bộ danh tiếng là Tottenham Hotspur và Arsenal, những vấn đề ở lưng và đầu gối đã chấm dứt sự nghiệp bóng đá của anh. Wire đã giành bằng A ở môn chính trị và luật. Sau đó anh nhập học tại Đại học Portsmouth, nhưng sau vài tháng thì chuyển đến học ở Đại học Swansea và bắt đầu khóa học chậm hơn Edwards một năm. Wire đã đỗ và giành tấm bằng danh dự hạng hai ở môn chính trị, điều này khiến anh lý giải rằng mình đã có thể theo đuổi sự nghiệp ở ngành dịch vụ ngoại giao hoặc Văn phòng Đối ngoại và Thịnh vượng chung.

### Sự nghiệp
Wire là thành viên sáng lập của Manic Street Preachers và lúc đầu chơi ở vị trí guitar rhythm, nhưng sau đó đổi sang đánh guitar bass sau khi nhạc công bass tiền nhiệm Flicker rời ban nhạc. Anh đồng sáng tác ca từ với Richey Edwards cho nhóm từ năm 1989 đến 1995, rồi một mình đảm nhiệm công việc này sau sự mất tích của Edwards. Một số ca từ của Edwards đã được dùng trong Everything Must Go (1996), khiến This Is My Truth Tell Me Yours (1998) trở thành album đầu tiên với toàn bộ ca từ của riêng mình Wire. Wire thường sử dụng các nhạc cụ như Gibson Thunderbird, Fender Jazz và gần đây nhất là các cây bass của nhãn hiệu Italia Maranello, một trong số chúng là mẫu acoustic đặt hàng theo yêu cầu cho những buổi thu nháp năm 2007 của ban nhạc.

## Đời tư
Wire đã kết hôn với bạn gái từ thuở thơ ấu Rachel vào ngày 25 tháng 9 năm 1993. Anh bỏ lỡ lần xuất hiện của ban nhạc trong chương trình Top of the Pops với mục đích quảng bá "Roses in the Hospital" vì bận tuần trăng mật và ngày hôm đó vị trí của anh được thay thế bởi chuyên viên kĩ thuật của Manics đeo mặt nạ chuột Minnie. Cặp đôi hiện đang sinh sống tại vùng ngoại ô Newport của Allt-yr-yn với con gái Clara Enola (sinh năm 2002) và con trai Stanley McCarthey (2007).

## Nhạc cụ
| Guitar bass - Fender Precision Bass - Fender Jazz Bass (với cảm biến thứ ba đặt hàng) - Rickenbacker 4003 - Gibson Thunderbird - Italia Maranello | Bộ khuếch đại - Ampeg SV-2 - Ampeg SV-32 - Ampeg 8x10 cabinets |

## Danh sách đĩa nhạc độc diễn
Album
- I Killed the Zeitgeist (25 tháng 9 năm 2006) – Hạng 130 ở Anh

Đĩa đơn
- "I Killed the Zeitgeist" (Tải miễn phí từ website chính thức của Manics, 25 tháng 12 năm 2005)
- "Daydreamer Eyes" (Tải miễn phí giới hạn từ từ trang độc diễn chính thức, tháng 6 năm 2006)
- "The Shining Path" (Tải nhạc độc quyền trên iTunes, 17 tháng 7 năm 2006)
- "Break My Heart Slowly" (18 tháng 9 năm 2006) – #74